# Microdevario nana
Microdevario nana är en fiskart som först beskrevs av Maurice Kottelat och Witte, 1999.  Microdevario nana ingår i släktet Microdevario och familjen karpfiskar. Inga underarter finns listade i Catalogue of Life.